# دايفيد جي. لوي
دايفيد جي. لوي (بالفرنسية: David G. Lowe)‏ (و. القرن 20  م) هو عالم حاسوب، ومهندس كندي، ولد في كندا.

## التعليم
تعلم في جامعة كولومبيا البريطانية.

## جوائز
حصل على جوائز منها:
- PAMI Distinguished Researcher Award ‏ (2015).